# I.V.
"I.V." é o décimo sétimo single do grupo musical japonês X Japan, gravado em 2007 e lançado em 23 de janeiro de 2008, embora já tenha aparecido antes no filme Saw IV. É o primeiro single da banda desde o seu fim, em 1997 após o qual lançaram o single "The Last Song".

A canção possui a formação original do X Japan (Toshi nos vocais, Yoshiki na bateria/piano, Heath no baixo e Pata na guitarra. hide, guitarrista solo da banda que havia morrido em 1998, teve samples de guitarra seus usados na composição de "I.V."
Foi lançada no iTunes Store em 23 países.